# Rot-Weiss Essen 1975-1976
Questa voce raccoglie le informazioni riguardanti il Rot-Weiss Essen nelle competizioni ufficiali della stagione 1975-1976.

## Stagione
Nella stagione 1975-1976 il Rot Weiss Essen, allenato da Ivan Horvat, concluse il campionato di Bundesliga al 8º posto. In Coppa di Germania il Rot Weiss Essen fu eliminato al primo turno dal Norimberga.

## Rosa
| N. |                     | Ruolo | Calciatore           |
| -- | ------------------- | ----- | -------------------- |
|    | Germania (bandiera) | P     | Heinz Blasey         |
|    | Germania (bandiera) | P     | Jürgen Rynio         |
|    | Germania (bandiera) | D     | Hermann Erlhoff      |
|    | Germania (bandiera) | D     | Hartmut Huhse        |
|    | Germania (bandiera) | D     | Hans-Günter Neues    |
|    | Germania (bandiera) | D     | Klaus Senger         |
|    | Germania (bandiera) | D     | Andreas Skrzyszowski |
|    | Germania (bandiera) | D     | Eberhard Strauch     |
|    | Germania (bandiera) | D     | Gerd Wieczorkowski   |
|    | Germania (bandiera) | D     | Gerd Wörmer          |

| N. |                        | Ruolo | Calciatore          |
| -- | ---------------------- | ----- | ------------------- |
|    | Germania (bandiera)    | C     | Dieter Bast         |
|    | Germania (bandiera)    | C     | Hans Dörre          |
|    | Germania (bandiera)    | C     | Uwe Finnern         |
|    | Germania (bandiera)    | C     | Günter Fürhoff      |
|    | Germania (bandiera)    | C     | Werner Lorant       |
|    | Germania (bandiera)    | A     | Manfred Burgsmüller |
|    | Germania (bandiera)    | A     | Horst Hrubesch      |
|    | Germania (bandiera)    | A     | Hermann Lindner     |
|    | Paesi Bassi (bandiera) | A     | Willi Lippens       |

## Organigramma societario
Area tecnica
- Allenatore: Ivan Horvat
- Allenatore in seconda:
- Preparatore dei portieri:
- Preparatori atletici:

## Calciomercato

### Sessione estiva
| Acquisti | Acquisti          | Acquisti        | Acquisti |
| R.       | Nome              | da              | Modalità |
| -------- | ----------------- | --------------- | -------- |
| A        | Horst Hrubesch    | SC Westtünnen   |          |
| D        | Hartmut Huhse     | Schalke 04      |          |
| D        | Hans-Günter Neues | Fortuna Colonia |          |

| Cessioni | Cessioni | Cessioni | Cessioni |
| R.       | Nome     | a        | Modalità |
| -------- | -------- | -------- | -------- |

### Sessione invernale
| Acquisti | Acquisti | Acquisti | Acquisti |
| R.       | Nome     | da       | Modalità |
| -------- | -------- | -------- | -------- |

| Cessioni | Cessioni | Cessioni | Cessioni |
| R.       | Nome     | a        | Modalità |
| -------- | -------- | -------- | -------- |

## Risultati

### Bundesliga

#### Girone di andata
| Arbitro: | Lutz |

|                   |           |            |
| Hrubesch 28’, 42’ | Marcatori | 56’ Funkel |

| Arbitro: | Meuser |

|                                            |           |                         |
| Geye 12’, 53’ Baltes 34’ Brei 65’ Seel 90’ | Marcatori | 3’ Hrubesch 76’ Lippens |

| Essen 23 agosto 1975, ore 15:30 CET 3ª giornata | Rot-Weiss Essen | 0 – 0 referto | Schalke 04 | Georg-Melches-Stadion (33 000 spett.)\| Arbitro: \| Aldinger \| |
| Arbitro:                                        | Aldinger        |               |            |                                                                 |

| Arbitro: | Jensen |

|  |           |                                           |
|  | Marcatori | 39’, 73’ Burgsmüller 43’ Dörre 85’ Lorant |

| Arbitro: | Frickel |

|             |           |                                           |
| Lippens 39’ | Marcatori | 13’ (aut.) Wörmer 30’ Jensen 55’ Simonsen |

| Hannover 6 settembre 1975, ore 15:30 CET 6ª giornata | Hannover 96 | 0 – 0 referto | Rot-Weiss Essen | Niedersachsenstadion (30 000 spett.)\| Arbitro: \| Klauser \| |
| Arbitro:                                             | Klauser     |               |                 |                                                               |

| Arbitro: | Picker |

|                                                          |           |                |
| Huhse 2’ Burgsmüller 35’, 90’ (rig.) Lorant 73’ Bast 86’ | Marcatori | 78’ Toppmöller |

| Arbitro: | Scheffner |

|                                           |           |                 |
| Ettmayer 10’, 85’ Bertl 73’ Bjørnmose 80’ | Marcatori | 68’ Burgsmüller |

| Arbitro: | Roth |

|                                                |           |                    |
| Bast 24’, 76’ Lippens 34’ Lorant 44’ Huhse 79’ | Marcatori | 5’ Bücker 40’ Worm |

| Arbitro: | Lutz |

|                                 |           |  |
| Brücken 53’ Simmet 58’ Löhr 73’ | Marcatori |  |

| Arbitro: | Schmoock |

|                         |           |              |
| Ellbracht 47’ Köper 90’ | Marcatori | 52’ Hrubesch |

| Arbitro: | Horstmann |

|                                             |           |                            |
| Lippens 29’ Burgsmüller 55’ Lorant 63’, 87’ | Marcatori | 48’, 70’ Wenzel 67’ Lorenz |

| Arbitro: | Roth |

|                                                                      |           |             |
| Wunder 18’, 83’ Torstensson 50’ Dürnberger 71’ (rig.) Rummenigge 76’ | Marcatori | 84’ Lippens |

| Arbitro: | Jensen |

|                                          |           |              |
| Lippens 10’ Hrubesch 36’ Bast 47’ (rig.) | Marcatori | 20’ Kostedde |

| Arbitro: | Messmer |

|                   |           |             |
| Bründl 72’ (rig.) | Marcatori | 85’ Lippens |

| Arbitro: | Picker |

|              |           |  |
| Hrubesch 70’ | Marcatori |  |

| Arbitro: | Gabor |

|                                      |           |                       |
| Röber 15’ (rig.) Görts 33’ Weist 77’ | Marcatori | 7’, 79’, 90’ Hrubesch |

#### Girone di ritorno
| Arbitro: | Klauser |

|           |           |              |
| Wloka 54’ | Marcatori | 75’ Hrubesch |

| Arbitro: | Horstmann |

|                          |           |                  |
| Lippens 38’ Hrubesch 48’ | Marcatori | 1’, 17’ Mattsson |

| Arbitro: | Gabor |

|                                                          |           |                  |
| Fichtel 3’ (rig.) Kremers 48’ Oblak 50’ Fischer 52’, 57’ | Marcatori | 11’ (aut.) Bruns |

| Arbitro: | Roth |

|                        |           |                       |
| Lorant 70’ Lippens 88’ | Marcatori | 8’ Bastrup 87’ Janzon |

| Arbitro: | Schmoock |

|            |           |                         |
| Wimmer 22’ | Marcatori | 30’ Hrubesch 32’ Lorant |

| Arbitro: | Dreher |

|              |           |  |
| Hrubesch 24’ | Marcatori |  |

| Arbitro: | Aldinger |

|                                                 |           |  |
| Sandberg 5’ Toppmöller 16’, 33’, 59’ Frosch 55’ | Marcatori |  |

| Arbitro: | Messmer |

|              |           |           |
| Hrubesch 15’ | Marcatori | 61’ Nogly |

| Arbitro: | Riegg |

|                                                 |           |  |
| Schneider 3’ Büssers 67’ Seliger 72’ Bücker 79’ | Marcatori |  |

| Arbitro: | Haselberger |

|                              |           |                                  |
| Hrubesch 72’ Burgsmüller 87’ | Marcatori | 28’, 30’ Müller 34’ (aut.) Dörre |

| Arbitro: | Klauser |

|                 |           |  |
| Burgsmüller 84’ | Marcatori |  |

| Arbitro: | Picker |

|                |           |                                  |
| Hölzenbein 66’ | Marcatori | 8’, 80’ Hrubesch 30’ Burgsmüller |

| Arbitro: | Lutz |

|                                          |           |                                        |
| Burgsmüller 55’, 65’ Hrubesch 74’ (rig.) | Marcatori | 72’ (rig.), 76’ Müller 81’ Beckenbauer |

| Arbitro: | Horstmann |

|                     |           |                      |
| Weiner 31’ Beer 67’ | Marcatori | 24’, 74’ Burgsmüller |

| Arbitro: | Quindeau |

|                    |           |                        |
| Bast 38’ Huhse 69’ | Marcatori | 55’ Frank 88’ Popivoda |

| Arbitro: | Antz |

|            |           |                             |
| Krauth 41’ | Marcatori | 39’ Lippens 76’ Burgsmüller |

| Arbitro: | Frickel |

|                      |           |  |
| Bast 25’ Lindner 61’ | Marcatori |  |

### Coppa di Germania
| Arbitro: | Haselberger |

|                          |           |             |
| Pechtold 13’ Nüssing 62’ | Marcatori | 57’ Lippens |

## Statistiche

### Statistiche di squadra
| Competizione      | Punti | In casa | In casa | In casa | In casa | In casa | In casa | In trasferta | In trasferta | In trasferta | In trasferta | In trasferta | In trasferta | Totale | Totale | Totale | Totale | Totale | Totale | DR |
| Competizione      | Punti | G       | V       | N       | P       | Gf      | Gs      | G            | V            | N            | P            | Gf           | Gs           | G      | V      | N      | P      | Gf     | Gs     | DR |
| ----------------- | ----- | ------- | ------- | ------- | ------- | ------- | ------- | ------------ | ------------ | ------------ | ------------ | ------------ | ------------ | ------ | ------ | ------ | ------ | ------ | ------ | -- |
| Bundesliga        | 37    | 17      | 9       | 6       | 2       | 37      | 24      | 17           | 4            | 5            | 8            | 24           | 43           | 34     | 13     | 11     | 10     | 61     | 67     | -6 |
| Coppa di Germania | -     | 0       | 0       | 0       | 0       | 0       | 0       | 1            | 0            | 0            | 1            | 1            | 2            | 1      | 0      | 0      | 1      | 1      | 2      | -1 |
| Totale            | 37    | 17      | 9       | 6       | 2       | 37      | 24      | 18           | 4            | 5            | 9            | 25           | 45           | 35     | 13     | 11     | 11     | 62     | 69     | -7 |

### Andamento in campionato
| Giornata  | 1 | 2  | 3  | 4 | 5 | 6 | 7 | 8 | 9 | 10 | 11 | 12 | 13 | 14 | 15 | 16 | 17 | 18 | 19 | 20 | 21 | 22 | 23 | 24 | 25 | 26 | 27 | 28 | 29 | 30 | 31 | 32 | 33 | 34 |
| --------- | - | -- | -- | - | - | - | - | - | - | -- | -- | -- | -- | -- | -- | -- | -- | -- | -- | -- | -- | -- | -- | -- | -- | -- | -- | -- | -- | -- | -- | -- | -- | -- |
| Luogo     | C | T  | C  | T | C | T | C | T | C | T  | T  | C  | T  | C  | T  | C  | T  | T  | C  | T  | C  | T  | C  | T  | C  | T  | C  | C  | T  | C  | T  | C  | T  | C  |
| Risultato | V | P  | N  | V | P | N | V | P | V | P  | P  | V  | P  | V  | N  | V  | N  | N  | N  | P  | N  | V  | V  | P  | N  | P  | P  | V  | V  | N  | N  | N  | V  | V  |
| Posizione | 4 | 12 | 12 | 5 | 9 | 7 | 4 | 6 | 5 | 8  | 11 | 8  | 11 | 8  | 10 | 8  | 8  | 7  | 9  | 11 | 10 | 9  | 7  | 8  | 9  | 10 | 12 | 10 | 10 | 9  | 9  | 9  | 8  | 8  |

Legenda:

Luogo: C = Casa; T = Trasferta. Risultato: V = Vittoria; N = Pareggio; P = Sconfitta.

### Statistiche dei giocatori
| Giocatore        | Bundesliga | Bundesliga | Bundesliga  | Bundesliga | Coppa di Germania | Coppa di Germania | Coppa di Germania | Coppa di Germania | Totale   | Totale | Totale      | Totale     |
| Giocatore        | Presenze   | Reti       | Ammonizioni | Espulsioni | Presenze          | Reti              | Ammonizioni       | Espulsioni        | Presenze | Reti   | Ammonizioni | Espulsioni |
| ---------------- | ---------- | ---------- | ----------- | ---------- | ----------------- | ----------------- | ----------------- | ----------------- | -------- | ------ | ----------- | ---------- |
| D. Bast          | 33         | 6          | 2           | 0          | 1                 | 0                 | 0                 | 0                 | 34       | 6      | 2           | 0          |
| H. Blasey        | 24         | 0          | 0           | 0          | 0                 | 0                 | 0                 | 0                 | 24       | 0      | 0           | 0          |
| M. Burgsmüller   | 30         | 14         | 3           | 0          | 1                 | 0                 | 1                 | 0                 | 31       | 14     | 4           | 0          |
| H. Dörre         | 25         | 1          | 2           | 0          | 1                 | 0                 | 0                 | 0                 | 26       | 1      | 2           | 0          |
| H. Erlhoff       | 1          | 0          | 0           | 0          | 0                 | 0                 | 0                 | 0                 | 1        | 0      | 0           | 0          |
| U. Finnern       | 13         | 0          | 0           | 0          | 0                 | 0                 | 0                 | 0                 | 13       | 0      | 0           | 0          |
| G. Fürhoff       | 9          | 0          | 1           | 0          | 1                 | 0                 | 0                 | 0                 | 10       | 0      | 1           | 0          |
| H. Hrubesch      | 22         | 18         | 2           | 0          | 0                 | 0                 | 0                 | 0                 | 22       | 18     | 2           | 0          |
| H. Huhse         | 34         | 3          | 2           | 0          | 1                 | 0                 | 0                 | 0                 | 35       | 3      | 2           | 0          |
| H. Lindner       | 20         | 1          | 0           | 0          | 1                 | 0                 | 0                 | 0                 | 21       | 1      | 0           | 0          |
| W. Lippens       | 30         | 10         | 2           | 0          | 1                 | 1                 | 0                 | 0                 | 31       | 11     | 2           | 0          |
| W. Lorant        | 26         | 7          | 2           | 0          | 1                 | 0                 | 0                 | 0                 | 27       | 7      | 2           | 0          |
| H. Neues         | 31         | 0          | 2           | 1          | 1                 | 0                 | 0                 | 0                 | 32       | 0      | 2           | 1          |
| J. Rynio         | 10         | 0          | 0           | 0          | 1                 | 0                 | 0                 | 0                 | 11       | 0      | 0           | 0          |
| K. Senger        | 0          | 0          | 0           | 0          | 0                 | 0                 | 0                 | 0                 | 0        | 0      | 0           | 0          |
| A. Skrzyszowski  | 0          | 0          | 0           | 0          | 0                 | 0                 | 0                 | 0                 | 0        | 0      | 0           | 0          |
| E. Strauch       | 22         | 0          | 1           | 0          | 0                 | 0                 | 0                 | 0                 | 22       | 0      | 1           | 0          |
| G. Wieczorkowski | 34         | 0          | 1           | 0          | 1                 | 0                 | 0                 | 0                 | 35       | 0      | 1           | 0          |
| G. Wörmer        | 33         | 0          | 1           | 0          | 1                 | 0                 | 0                 | 0                 | 34       | 0      | 1           | 0          |